# Horst Geicke
Horst Joachim Franz Geicke sinh năm 1955 tại Hamburg, Đức. Ông được biết đến là một người hoạt động trong nhiều lĩnh vực với vai trò là một doanh nhân, một nhà đầu tư và hơn nữa là một nhà tài trợ cho những dự án cộng đồng. Hiện tại, ông Horst Geicke đang nắm vai trò là nhà đầu tư công trình Ngôi nhà Đức Thành phố Hồ Chí Minh, cũng như giữ vị trí Chủ tịch và Tổng Giám đốc Điều hành của Công ty TNHH Ngôi Nhà Đức Thành phố Hồ Chí Minh.
Ông Horst Geicke học chuyên ngành Quản trị Kinh doanh và Luật Kinh doanh tại đại học Hamburg, Đức. Sau đó, ông đã chuyển đến Hồng Kông để sinh sống và làm việc tại đây vào năm 1981 và đã trở thành một doanh nhân thành công trong lĩnh vực sản xuất phục vụ xuất khẩu. Sau đó, ông tập trung vào lĩnh vực đầu tư, đặc biệt là trong lĩnh vực bất động sản cùng với Richard Li. Ngoài ra, ông Geicke còn nắm giữ nhiều vị trí khác như là cổ đông sáng lập của Pacific Alliance Group(PAG) - một công ty quản lý tài sản thay thế độc lập lớn nhất khu vực có trụ sở chính tại Hồng Kông, Chủ tịch Phòng thương mại Hồng Kông - Việt Nam, Cựu chủ tịch Phòng thương mại Đức và châu Âu tại Hồng Kông. Sau một thời gian làm việc ở Hồng Kông, ông đến Việt Nam năm 2002 và đảm đương nhiều vị trí quan trọng khác như Chủ tịch điều hành của Euro Auto BMW Việt Nam, Giám đốc điều hành của VinaCapital và là thành viên Hội đồng quản trị của hai khách sạn Metropole và Hilton tại Hà Nội. Ngoài ra, ông Horst Geicke còn đầu tư vào chuỗi cửa hàng Phở 24 của công ty An Nam. Việc đầu tư vào Phở 24 đã bổ sung thêm vào danh mục đầu tư có thêm ngành thực phẩm và nước uống. Điều này thể hiện việc cam kết tài trợ vốn phát triển cho các công ty Việt Nam có tiềm năng phát triển nhanh. Hiện tại, ông đang tập trung đầu tư và xây dựng Ngôi nhà Đức Thành phố Hồ Chí Minh. Đây không những là công trình xây dựng xanh của Thành phố Hồ Chí Minh được áp dụng các công nghệ kĩ thuật tiên tiến hiện đại nhất của Cộng Hòa Liên Bang Đức mà còn là biểu tượng của sự hợp tác hữu nghị và mối thân tình giữa hai nước Việt Nam - Đức.
Ngoài các hoạt động đầu tư kinh doanh, Horst Geicke cũng đóng góp tích cực cho các hoạt động nhân ái. Ông đã thành lập quỹ VinaCapital ở Việt Nam với mục đích gây quỹ cho các trẻ em nghèo của Việt Nam mắc bệnh tim bẩm sinh.